# Peter Odili
Peter Odili, född 15 augusti 1948, var guvernör i Rivers, Nigeria, mellan 29 maj 1999 och 29 maj 2007.